# Alberto Grau

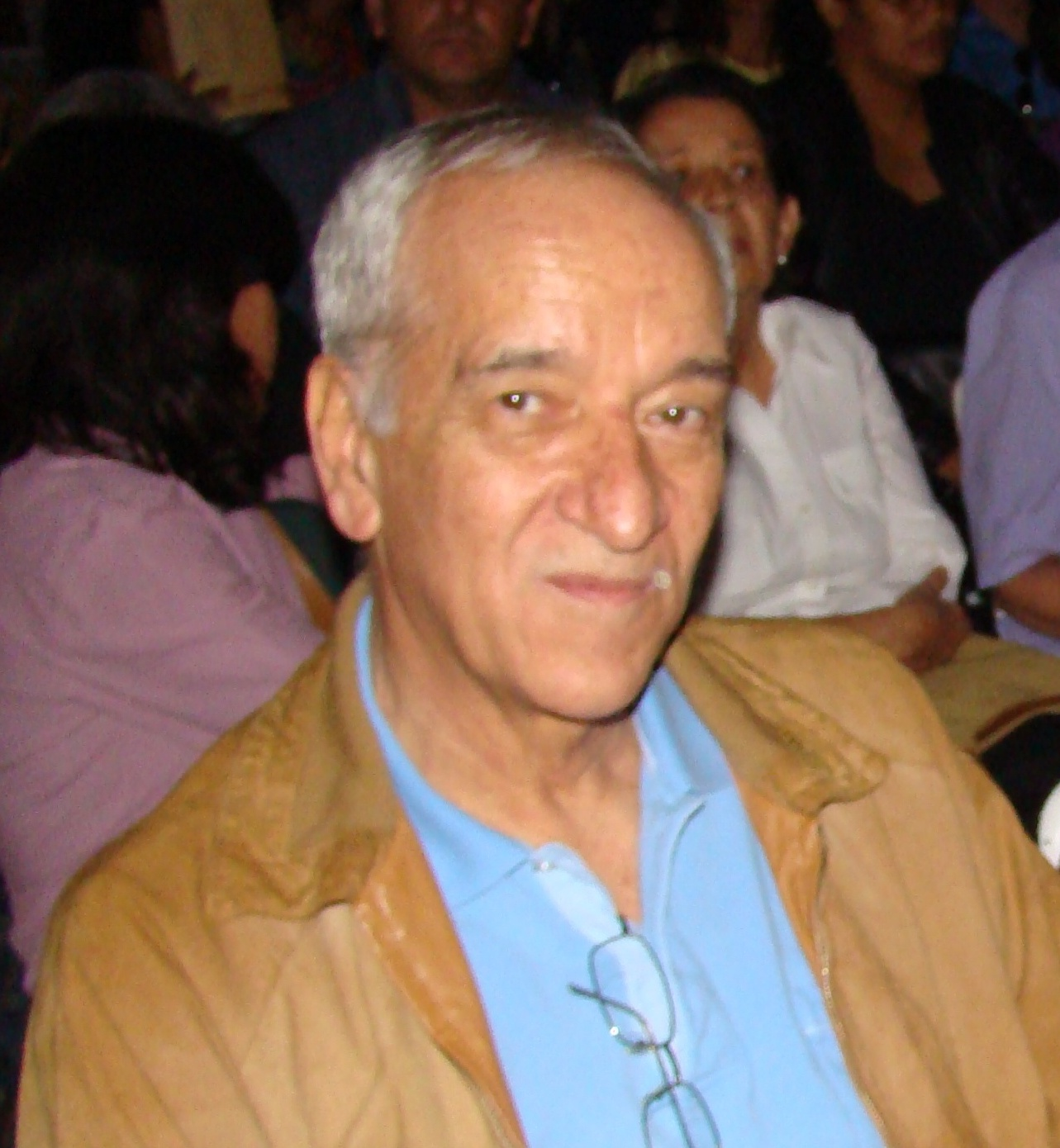
Alberto Grau

Alberto Grau (* 7. November 1937 in Vic) ist ein venezolanischer Komponist, Dirigent und Musikpädagoge.

## Leben
Grau studierte an der Escuela de Música José Ángel Lamas und der Escuela de Música Juan Manuel Olivares in  Caracas bei Vicente Emilio Sojo, Ángel Sauce, Juan Bautista Plaza, Gonzalo Castellanos, Luis Felipe Ramón y Rivera und Robert Fountain. Später nahm er Kurse in Orchesterleitung bei Sergiu Celibidache in Bologna (1972–73) und Bernard Keffe in London (1977–78) und in Komposition und Orchestration bei Patrick Stanford (1977–78).
1967 gründete er die Schola Cantorum von Caracas, mit der er beim Internationalen Guido-D'Arezzo-Wettbewerb 1974 in Italien den ersten Preis gewann und zahlreiche Musikaufnahmen einspielte. Daneben war er auch Gründungsdirektor des Orfeón Universitario Simón Bolívar (1970). Nachdem er an verschiedenen Musikschulen in Caracas unterrichtet hatte, war er von 1979 bis 2001 Professor für Chorleitung am Instituto Universitario de Estudios Musicales (IUDEM) und von 1996 bis 2001 an der Universidad Simón Bolívar. Außerdem war er Leiter der Abteilung Chorsinfonik der Fundación Orquesta Nacional Juvenil de Venezuela. Als Gastdozent arbeitete Grau u. a. in den USA, Spanien, Schweden, Israel, Argentinien und Brasilien.
Als Komponist wurde Grau dreimal mit dem Premio Nacional de Música José Angel Montero ausgezeichnet: 1967 für das Tríptico para Mezzo y Piano, 1983 für das Dies Irae und 1987 für das Pater Noster für gemischten Chor. Sein Ballett La Doncella erhielt 1978 den ersten Preis bei den Día Internacional del Canto Coral in Barcelona. Mit den Opereta Ecológica en Cuatro Actos gewann Grau 1999 den Premio de Composición y Expresion Coral der Regierung der Kanarischen Inseln.

## Werke
- Toccata für Klavier solo, 1965
- Tríptico (Text: Juan Ramón Jiménez) für Mezzosopran und Orchester, 1966
- Aguinaldos venezolanos für gemischten Chor, 1968
- Dies Irae, 1983
- Pater Noster, 1987
- Los Duendes (Texte: Andrés Bello) für Frauenchor, 1993
- San Antón en tres movimientos (Texte: Andrés Bello) für dreistimmigen Kinderchor, 1994
- Cinco canciones infantiles basadas en la poesía popular „El San Pedro“ für Kinderchor, 1996
- Cuatro piezas para coros infantiles en idioma euskera für Kinderchor, 1998
- Ciclo de canciones de Jesús Rosas Marcano für Kinderchor, 1999
- Opereta Ecológica en cuatro actos (Texte: Jesús Rosas Marcano) für Kinderchor, 1999
- Cuatro canciones Catalanas für Kinderchor, 2000
- Confitemini Domino, 2001
- Mi Patria es el Mundo (Texte: Gandhi/Seneca) für vierstimmigen Chor und Sprecher, 2001
- Hermana Lluvia für vierstimmigen Chor und Sprecher, 2002